# Su Song
Su Song (chinês tradicional: 蘇頌, chinês simplificado: 苏颂, pinyin: Sū Sòng; Nome artístico: Zirong 子容) (1020–1101 d.C.) foi um gênio renomado polimatemático que especializou na burocracia escolar, antiquarista, arquiteto, astrônomo, botânico, cartógrafo, diplomata, engenheiro mecânico, farmacêutico, horologista, mineralógico, poeta, e zoólogo na Dinastia Song (960–1279).

Foi o engenheiro da clepsidra astronômica na medieval Kaifeng, que empregou as aplicações do recém-inventado mecanismo de escape. O mecanismo de escape da clepsidra de Su tinha sido inventado anteriormente pelo monge budista Yi Xing e o governante Liang Lingzan em 725 d.C. ao acionar uma esfera armilar hidráulica, embora Su foi o primeiro a fazer um mecanismo regulatório mecânico. Também, a sua torre do relógio é o mais antigo conhecido transmissor de cadeia de transmissão de potência, chamado de tian ti (天梯), ou a "graduação celestial", conforme retratado em sua dissertação horológica. A clepsidra tinha 133 relógios diferentes guindado para indicar e o relógio Striking.